# Гиппокамп (спутник)

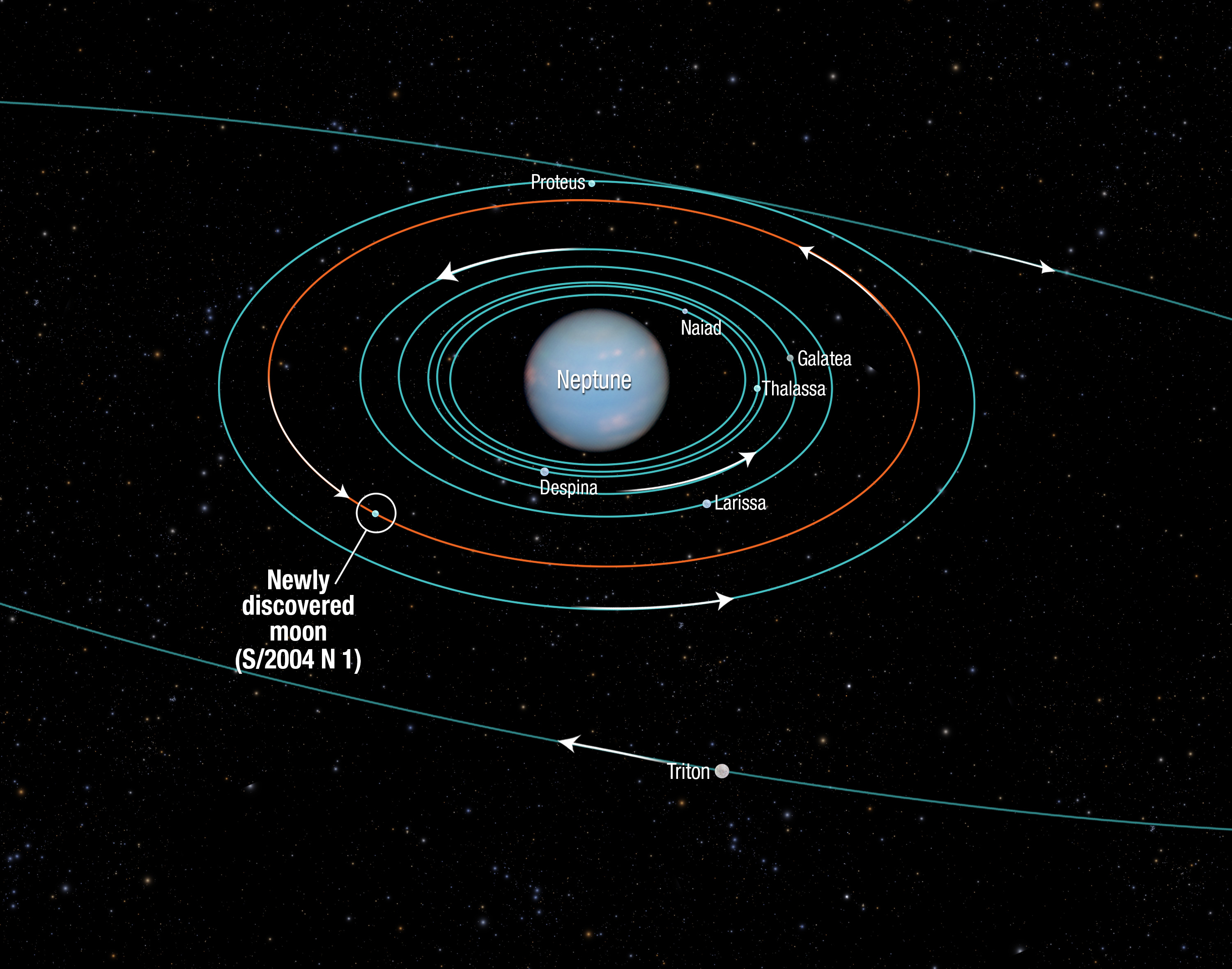
Орбиты спутников Нептуна. Орбита Гиппокампа выделена красным.

Гиппокамп (N XIV Hippocamp) — маленький внутренний спутник Нептуна. Открыт в 2013 году Марком Шоуолтером на архивных снимках, сделанных космическим телескопом им. Хаббла в 2009 году, после чего был обнаружен и на других снимках этого телескопа, сделанных начиная с 2004 года.

## Физические характеристики
Гиппокамп настолько мал, что его размер прямому измерению не поддаётся. Вследствие этого неизвестно и его альбедо, а из-за слабого блеска — и цвет. Звёздная величина спутника в полосе V составляет 26,5 ± 0,3m. Если принять его альбедо за 0,09±0,01, как у других внутренних спутников Нептуна, его радиус получается равным 17,4±2,0 км. Таким образом, Гиппокамп (вместе с Псамафой) принадлежит к самым маленьким известным спутникам Нептуна.

## Орбитальные характеристики
Гиппокамп обращается вокруг Нептуна по круговой орбите радиусом 105 284 км, лежащей между орбитами Лариссы и Протея. Период его обращения вокруг планеты — 22,8 часа.
Орбита Гиппокампа близка к орбите Протея, а в прошлом они были ещё ближе. На этом основано предположение, что Гиппокамп образовался из обломков Протея, выбитых ударами космических тел (возможно, ударом, образовавшим большой кратер Фарос).
Гиппокамп с Протеем находятся почти в орбитальном резонансе 13:11.

## Название

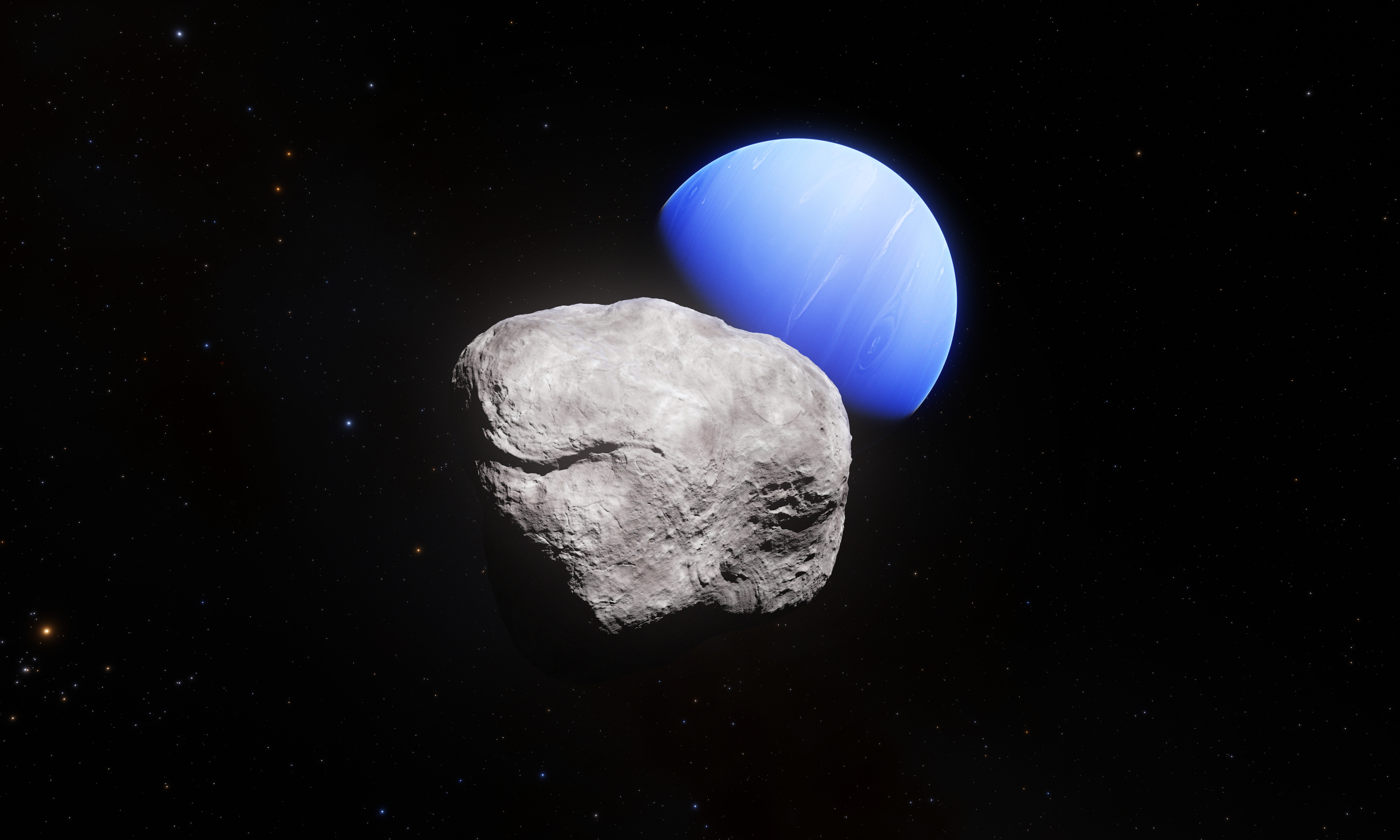
Нептун и Гиппокамп в представлении художника

После открытия спутник получил обозначение S/2004 N 1.
По сложившейся традиции спутники Нептуна называют именами персонажей античной мифологии, связанных с богом Нептуном или Посейдоном. По мнению Марка Шоуолтера, спутник можно было бы назвать в честь сына Посейдона Полифема (его имя хорошо тем, что не задействовано среди астероидов) или дочери Посейдона Ламии.
25 сентября 2018 года открытие было признано МАС и спутник получил постоянное обозначение Neptune XIV.
20 февраля 2019 года спутник получил официальное название Гиппокамп — в честь морской лошади с рыбьим хвостом из древнегреческой мифологии, символа Посейдона.